# 아우디 스포트
아우디 스포트(Audi Sport GmbH, 과거 사명: quattro GmbH)는 폭스바겐 그룹의 자회사 아우디의 고성능 자동차 제조 기업이다.
1983년 10월 quattro GmbH라는 사명으로 설립되었으며 구매자의 특정 커스터마이제이션과 함께 고성능 아우디 자동차들과 부품의 생산을 전문으로 한다. 2016년에 사명이 아우디 스포트로 변경되었다.

## 같이 보기
- 아우디 A8